# Rosalynn Carter
Rosalynn Carter   (Plains, 18 d'agost de 1927 - Plains, 19 de novembre de 2023), nascuda Eleanor Rosalynn Smith, fou l'esposa de l'expresident dels Estats Units Jimmy Carter i en aquest caràcter va ser la Primera dama dels Estats Units de 1977 a 1981. Com a Primera dama, i després de ser-ho, fou una fervent defensora de moltes causes. Va participar activament en política en els seus anys a la Casa Blanca com l'assessor més proper del seu marit i va estar present en el Consell de Ministres i les reunions polítiques. També va realitzar nombrosos viatges a l'estranger, especialment a Amèrica Llatina.

## Joventut
Carter va néixer a Plains, Geòrgia, era la major dels quatre fills de Allie M. Smith (1905-2000), una modista, i Wilburn Edgar Smith (1896-1940), un mecànic d'automòbils i agricultor. Els seus germans van ser William Jerrold "Jerry" Smith (enginyer, des de 1929 fins al 2003) i Murray Lee Smith (professor i ministre, 1932-2003) va tindre una germana, Lillian Smith Allethea Wall (1936).
El seu pare va morir de leucèmia quan Rosalynn tenia 13 anys i ajudava a la seva mare a criar els seus germans menors, així com ajudar en el negoci de la confecció a la seva mare, per tal de complir amb les obligacions financeres de la família. Carter es va graduar com a la millor alumne de l'Escola de High Plains i després va assistir a Geòrgia Southwestern College.

## Família
Malgrat que les seves famílies es coneixien, Rosalynn Carter primer va conèixer Jimmy el 1945 mentre servia a l'Acadèmia Naval dels Estats Units a Annapolis. El 7 de juliol de 1946, es van casar a Plains.
La parella té quatre fills: John William "Jack" (1947), James Earl "Xip" III (1950), Donnel Jeffrey "Jeff" (1952) i Amy Lynn (1967). Els tres primers van néixer en diferents parts del país i lluny de Geòrgia, a causa de les obligacions militars del seu marit.
El 1953, després que el seu marit se'n va anar de l'Armada, Carter el va ajudar a portar la granja de cacauet de la família i els negocis i les responsabilitats comptables. Des de 1962, any que Jimmy va ser elegit per al Senat de l'Estat de Geòrgia, ha estat activa en l'àrea política.

## Primera Dama de Geòrgia
Després d'ajudar al seu marit a guanyar la governació de Geòrgia el 1970, Carter va decidir centrar la seva atenció en el camp de la salut mental com a Primera Dama de Geòrgia. Va ser nomenada a la Comissió del Governador per millorar els serveis per als Malalts Mentals i Discapacitats Emocionals. Moltes de les recomanacions de la comissió van ser aprovades i es va convertir en llei. També es va ser voluntària a l'Hospital Regional de Geòrgia a Atlanta, i durant quatre anys va ser presidenta honorària dels Jocs Olímpics Especials de Geòrgia.

## Campanya
El gener de 1975, quan va acabar el termini de governador, Rosalynn, Jimmy Carter i la filla petita, Amy, van tornar a Plains. Jimmy ja havia anunciat plans de postular-se per a President dels Estats Units. Rosalynn va involucrar-se de nou en la campanya, aquesta vegada en una recerca nacional per aconseguir suport per al seu marit i va fer campanya sola en el seu nom en 41 estats.
Durant els mesos que ella estava fent campanya a tot el país, Carter va ser escollit membre de la junta directiva de l'Associació Nacional de Salut Mental, va ser guardonada per l'Organització Nacional de la Dona amb un Premi al Mèrit pel seu suport per a l'Esmena d'Igualtat de Drets, i va rebre el Premi al Voluntari de l'Any de l'Associació de Southwestern Association of Volunteer Services.

## Primera Dama

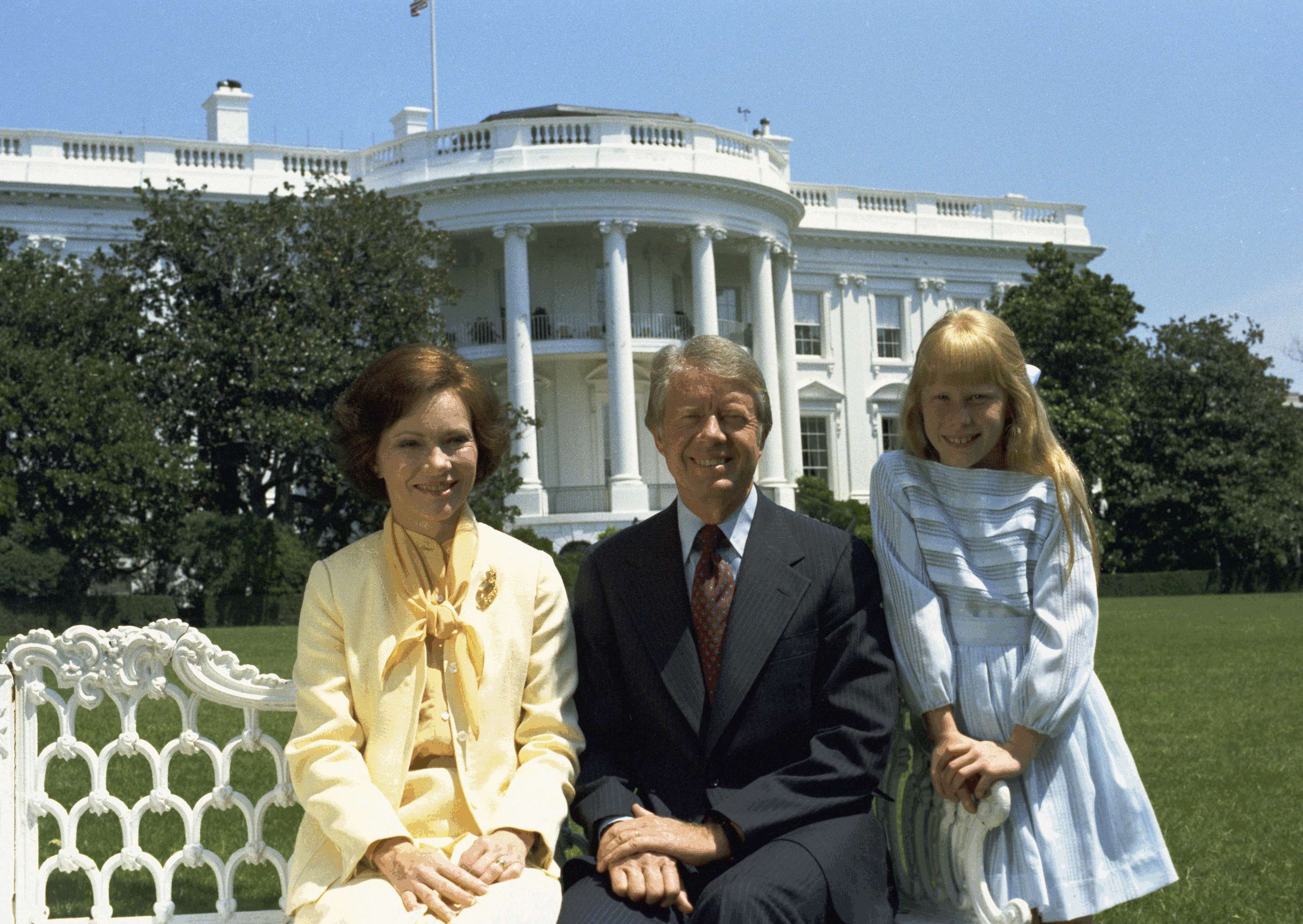
Rosalynn Jimmy i Amy Carter als jardins de la Casa Blanca, el juliol de 1977

El gener de 1977, Rosalynn Carter i Jimmy van caminar agafats de la mà per l'Avinguda Pennsylvania, durant la seva desfilada de presa de possessió presidencial. Per als balls d'investidura, portava el mateix vestit que portava sis anys abans en els balls a Atlanta quan el seu espòs es va convertir en governador.
Durant l'administració del seu marit, Carter va recolzar les polítiques públiques del seu marit, així com la seva vida personal i social. Per seguir sent plenament informada, va estar present en les reunions de gabinet com invitada del President i fins i tot el representava en les reunions amb els líders nacionals i estrangers, sobretot com a enviada a Amèrica Llatina el 1977. Carter també va encapçalar una delegació a Tailàndia el 1979 per abordar els problemes dels refugiats cambodjans i laosians. Va ajudar els refugiats, especialment els nens, convertint-se en una causa important per a ella. Quan el programa d'intercanvi cultural Força Internacional de l'Amistat es va posar en marxa a la Casa Blanca l'1 de març de 1977, es va convertir en presidenta honorària de la fundació, càrrec que va ocupar fins al 2002.

## Posteriorment
Després de deixar la Casa Blanca el 1981, Carter, igual que el seu marit, van continuar portant una vida molt activa. El 1982, va co-fundar el Centre Carter, una organització privada, sense ànim de lucre amb seu a Atlanta, Geòrgia. És membre del Consell d'Administració del Centre i participa en molts dels programes del centre. però presta especial atenció al Programa de Salut Mental.
El 1999, ella i el seu marit van rebre la Medalla Presidencial de la Llibertat, l'honor civil més alt dels Estats Units.
Va morir el 19 de novembre de 2023 a Plains (Geòrgia), a causa de la demència que li havien diagnosticat l'any anterior. Dos dies abans havia començat cures pal·liatives a casa seva després de diverses intervencions mèdiques i ingressos hospitalaris.